# Kdepak je má kravička?
Kdepak je má kravička? (Where's My Cow?) je ilustrovaná kniha, vytvořená podle stejnojmenné básně z knihy Buch!. Autorem je Terry Pratchett. Ilustrátorem je Melvyn Grant. Kniha vyšla v roce 2005, česky v roce 2007 v překladu Jana Kantůrka.
Kniha má pouhých 32 stran a je dělaná ve formátu dětských ilustrovaných pohádek. Text je rozdělen do dvou stylů. První je báseň, jak originální, tak předělaná Elániem. Druhá je popisem děje na obrázcích. Na knihu v této době vzniká také mnoho fanouškovských parodií a dodatků.

## Obsah
Ztratila se kravička. Po chvíli hledání nebyla nalezena ani u koně ani u dalších domácích zvířat. Hledání se totiž přesunulo na tatínka. Po pár omylech (kdo by si nespletl tatínka například s třímetrovým trollem Navážkou) byl tatínek opravdu nalezen. S jeho pomocí se snad kravička najde. Tatínek je totiž ankh-morporkský policista. Jestli ale byla kravička nalezena v knize není uvedeno.
Z uvedeného děje je jasné, že kniha je poněkud infantilní. Obrazový doprovod tomu samozřejmě odpovídá. Stránky jsou plné pastelových zvířátek, velikonočních vajíček a bahenních draků. Mezi dětskými ilustracemi je možno nalézt i obraz Terryho Pratchetta.

## Zajímavosti
- Závěr románu Zimoděj obsahuje úryvek z básně Kdepak je má kravička? v úpravě Nac Mac Fíglů. Text zní: "A kde že je moje búhovado? Je totok moje búhovado? Robí to 'píp!'. To je fták-kuřacko! To nejni mý búhovado!"